# Damp
Pour les articles homonymes, voir DAMP.
Damp est une commune de l'arrondissement de Rendsburg-Eckernförde, Land de Schleswig-Holstein, située sur la côte baltique.

## Géographie
La commune se situe sur la péninsule de Schwansen, au bord de la mer Baltique.
Elle regroupe les quartiers de Vogelsang-Grünholz, Dorotheenthal, Fischleger, Hegenholz, Nieby, Pommerby, Schwastrum, les domaines de Grünholz et Damp ainsi que la station balnéaire de Damp.
À l'ouest passe la Bundesstraße 203, entre Eckernförde et Kappeln.

## Histoire
En 1964, on trouve sur le territoire de la commune un cercle de pierres.
Le domaine de Damp

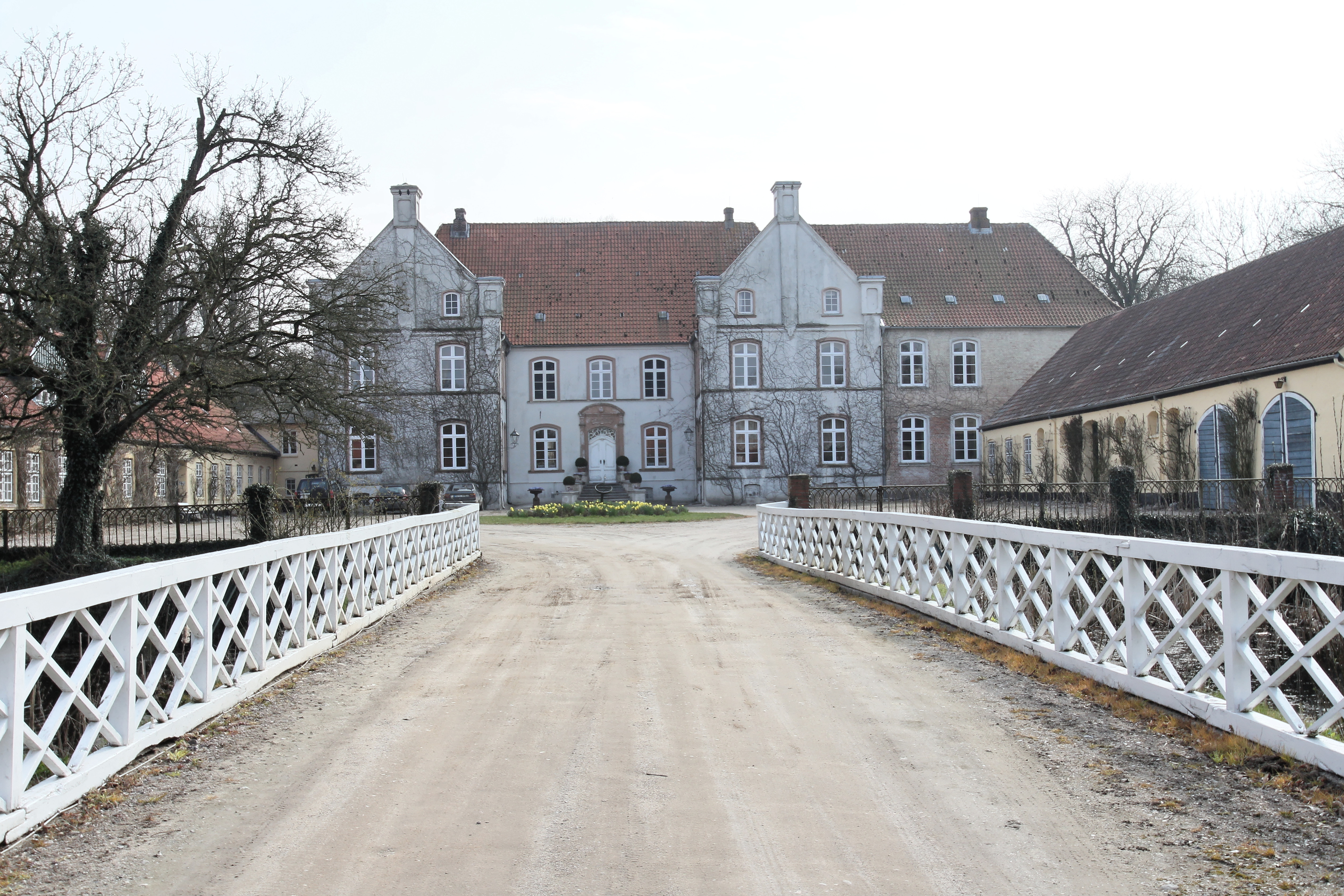
Le manoir de Damp

Le domaine de Damp, entre Vogelsang-Grünholz et la station balnéaire, est mentionné pour la première fois en 1438 comme propriété de l'évêque de Schleswig puis indépendamment.
Le manoir, parfois appelé château, est construit en 1595 dans le style Renaissance puis plusieurs fois reconstruit. À la fin du XVIe siècle, il est habité par la famille du comte Reventlow. Le manoir est habillé de nombreuses figures de stuc et décoré avec des meubles et des peintures datant de vers 1700.
Il sert parfois de décor à la série Der Landarzt.
Le château de Grünholz
Le domaine de Grünholz (mentionné pour la première fois en 1438) est le siège du prince Christoph de Schleswig-Holstein-Sonderbourg. Le château est construit en 1749. Les dépendances sont détruites en 1888 par un grand incendie puis reconstruites.

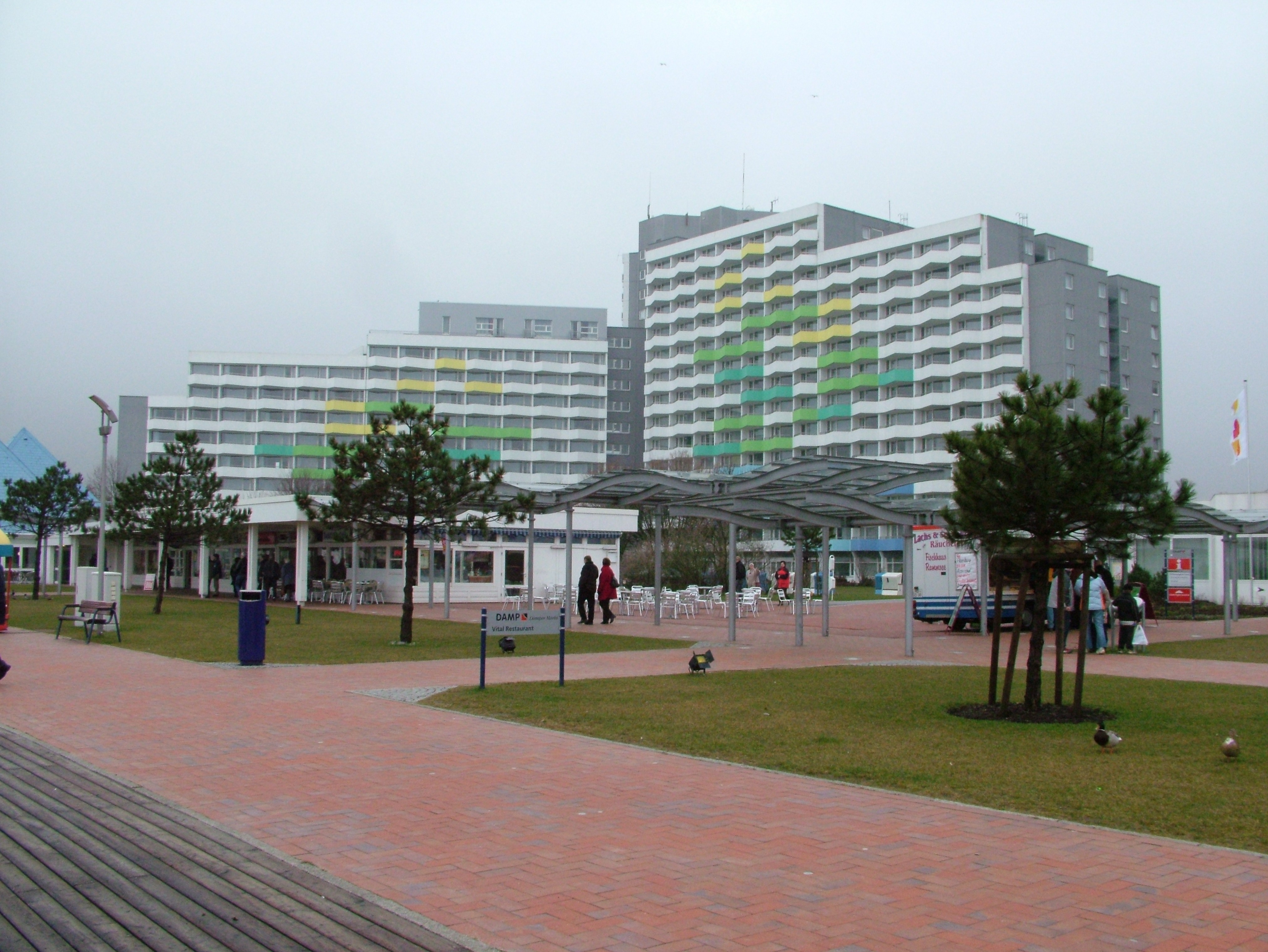
La station balnéaire de Damp
Le 5 décembre 1968, la commune décide de construire une station balnéaire avec le nom futuriste de "Damp 2000". Au milieu des années 1980, elle prend le nom de "Ostseebad Damp" puis en 2011, "ostsee resort damp".
La société est une société d'exploitation publique, appartenant à la commune. En plus d'une station balnéaire, un centre de soins est aussi bâti.
En 1990, Aqua Tropicana, une piscine d'eau de mer tropicale avec un sauna et un spa, ouvre. En 1997, il devient aussi un centre de loisirs et sportif. Depuis 2012, Aqua Tropicana est fermé, un nouveau parc aquatique est en construction et sera achevé au printemps 2014.
Le port de plaisance comporte 365 places. Le navire de sauvetage de la DGzRS Karl van Well y est stationné.
Le Mémorial Albatros

## Personnalités liées à la commune
- Ferdinand Schramm (1889–1964), homme politique nazi.
- Frédéric de Schleswig-Holstein-Sonderbourg-Glücksbourg (1891-1965), duc né au château de Grünholz.
- Le général SS Wilhelm Mohnke serait mort dans cette petite ville, après avoir vécu à Barsbüttel près de Hambourg. Il a été l'un des derniers occupants du Führerbunker à Berlin en avril 1945, aux côtés d’Adolf Hitler.